# Wladimir Petrowitsch Resizki
Wladimir Petrowitsch Resizki oder auch Vladimir Rezitsky (russisch Владимир Петрович Резицкий; * 1944 in Archangelsk; † 24. Mai 2001 ebenda) war ein russischer Altsaxophonist, Bandleader und Komponist des Avantgarde Jazz. Er zählte mit seiner Gruppe Archangelsk zu den markantesten Vertretern der russischen Jazzszene der 1980er und 1990er Jahre.

## Leben und Wirken
Resizki zog nach einer Kindheit in der nordrussischen Hafenstadt Archangelsk nach Vilnius, um am dortigen Konservatorium zu studieren. Dort lernte er den Pianisten Wjatscheslaw Ganelin und den Schlagzeuger Wladimir Tarassow kennen. Bereits 1967/68 spielte er in einem Café seiner Heimatstadt mit Tarassow, der ebenfalls aus Archangelsk stammt.
Mit dem Keyboarder Wladimir Turow, der zu dieser Zeit als Sänger auftrat, bildete Rezitsky 1972 ein Trio; daraus entstand allmählich ein Sextett, das sich 1975 nach seiner Herkunftsstadt Archangelsk nannte und sowohl Tanzmusik als auch modernen Jazz spielte. Resizki, der sich  selbst als Nonkonformist und zugleich als einen Charakter beschrieb, der Kollektive formen kann, beeinflusste die anderen Mitglieder der Gruppe nachhaltig.
In ihrem theatralischen (und darin ähnlich dem Ganelin Trio sowie den US-amerikanischen Vorbildern Sun Ra und dem Art Ensemble of Chicago) und lauten Stil, der Elemente der europäischen improvisierten Musik und des Free Jazz sowie Versatzstücke der Folklore und der Popmusik einbezog, trat Archangelsk auf vielen Festivals in den 1980er Jahren, in der Spätphase der damaligen Sowjetunion auf. Sowohl unter den Jazzfreunden des Landes als auch unter den Anhängern ihrer Tanzmusik war die Gruppe bekannt. Ihre Musik konnte aber in der UdSSR nicht erscheinen; ihre erste Schallplatte wurde von Leo Feigin auf seinem Londoner Label Leo Records veröffentlicht (Live in Leningrad, aufgenommen am 15. November 1985).
S. Frederick Starr beschreibt in seinem Buch Jazz in Russland die Lebens- und Arbeitsweise der Gruppe Archangelsk: „(...) die Free Jazz-Gruppen entwickelten einen ästhetischen Zusammenhalt innerhalb des scheinbaren Chaos dank enger Arbeitsbeziehungen zwischen den Mitgliedern. Die Musiker des Archangelsk Ensembles lebten praktisch als eine Kommune zusammen, teilten Mahlzeiten und Sporterfahrungen wie in einer Art Mikrogesellschaft. Ihre Expressivität entsprach einer quasi von ihnen selbst geschaffenen Sprache; begrenzt also nur durch Regeln und Konventionen, die sie sich selbst auferlegt haben. Viele Jahre, bevor die Volksfront Litauens ein Autonomierecht für diese Republik forderte, hatten das Ganelin Trio, Archangelsk und andere Avantgarde-Jazz-Gruppen bereits die Möglichkeiten einer ästhetischen Autarkie in ihrer Musik ausprobiert. Es ist somit bezeichnend, dass gerade einige der Städte, in denen der Free Jazz blühte, zu Zentren der Autonomiebewegung unter der Perestrojka-Politik wurden.“
Für Bert Noglik „zählt die Gruppe Archangelsk zu den interessanteren, zu den wagemutigeren, zu den widersprüchlichern der (auch) improvisierenden Gruppen in der Sowjetunion.“ In der Zeit der Perestroika bekam die Band einen „offiziellen“ Status, was ihre Arbeitsmöglichkeiten verbesserte; so tourten sie 1991 durch Japan.
Neben seiner Tätigkeit mit der Gruppe Archangelsk veröffentlichte Rezitsky 1994 das Album Sound from the Arctic auf Leo Records. 1992 fand das „20th Anniversary Concert“ der Band statt. 1995 trat Rezitsky mit Wladimir Tarassows Russian Art Project auf dem Festival JazzBaltica auf. Bis zuletzt war Wladimir Rezitsky als Organisator für das Jazzfestival in Archangelsk tätig. In der Nacht vom 24. auf den 25. Mai verstarb er mit 57 Jahren an einem Herzanfall in seiner Heimatstadt.

## Diskographische Hinweise
- Live in Leningrad (Wladimir Resizki as, perc, voice, ld; Fjodor Bagetsow g, perc; Wladimir Turow p, synth, perc; Nicolai Klischin b, perc; Oleg Judanow dr, perc; Nicolai Judanow perc; Leo LR 135)
- Live in Japan (Ninety One, 1991)
- Portrait (Leo LR 180, 1991)